# Wellington Town Hall
Wellington Town Hall - hala koncertowa i centrum kulturalne miasta Wellington, stolicy Nowej Zelandii, budowane w latach 1902–1904. Otwarto go 7 grudnia 1904. 